# .bv
.bv este un domeniu de internet de nivel superior, pentru Insula Bouvet (ccTLD).